# I furiosi
I furiosi è un romanzo di Nanni Balestrini pubblicato presso Bompiani nel 1994.

## Trama
Il romanzo segue le vicende di una serie di tifosi milanisti appartenenti alle Brigate Rossonere, nelle loro trasferte e nelle violenze dentro e fuori dagli stadi. Attraverso i racconti in prima persona di alcuni di questi tifosi, vengono raccontati i viaggi in pullman e in treno, le sfide con le tifoserie avversarie, gli scontri con la polizia, la vita nei quartieri di Milano ai margini della società e lo sviluppo di una coscienza di gruppo.
La storia ha inizio con lo scontro con i cosiddetti Furiosi, tifosi del Cagliari, in cui i milanisti riescono a rubare il loro striscione principale e a portarlo in sede, e si dipana poi in racconti di ulteriori vicende narrate dalle voci di tifosi diversi (Germano, Zigolo, Nibbio, Picchio, Falco, Martino). Il libro si conclude con il racconto degli incidenti di Pontecurone del 1993.

## Struttura
Il testo è strutturato in undici capitoli, o canti, ognuno dei quali indica brevemente il contenuto:
- Canto primo: Partenza delle Brigate Rossonere per Cagliari dove i Furiosi li aspettano per vendicarsi – Germano, Zigolo e Nibbio raccontano la storia dello striscione rapito
- Canto secondo: Seguito del racconto di Nibbio – Ritorno da Cagliari con lo striscione rapito – Storia dello striscione dei Fedelissimi dell'Udinese – La battaglia di Verona
- Canto terzo: Picchio e Zigolo raccontano la trasferta a Bruxelles – Storia di Picchio – Risse e rapine – Il furto del treno
- Canto quarto: Seguito del racconto di Zigolo – L'Inter si allea col Cagliari – La trasferta a Ascoli – La spedizione a Barcellona
- Canto quinto: Storia di Falco – La guida dei cori – L'inno del Liverpool – Le Brigate Rossonere – La coreografia e gli striscioni
- Canto sesto: Riappare allo stadio lo striscione dei Furiosi – Germano e Falco raccontano storie di trasferte e di battaglie
- Canto settimo: Storia di Zigolo – Infanzia sul Naviglio – Dalle manifestazioni degli autonomi degli anni '70 alla violenza negli stadi
- Canto ottavo: Zigolo riprende il racconto iniziale – Arrivo a Cagliari e primi scontri allo stadio – Il codice d'onore – La battaglia dei pullman
- Canto nono: Storia del magico Martino – Una carriera di balordo – Dal Beccaria a San Vittore – I soldi falsi col prete di Bergamo
- Canto decimo: Seguito della storia del magico Martino – Il cambiamento negli stadi – Pistole e coltelli – Lo striscione dei Furiosi non si rende
- Canto undicesimo: Falco racconta la grande battaglia dei treni tra Milano e Genova – La vittoria finale delle Brigate Rossonere

## Linguaggio
Il libro è scritto con un linguaggio colorito e semplice che ricalca il parlato. Un elemento fondamentale è la completa assenza di punteggiatura, che contribuisce a trasmettere un senso di concitazione che ben si concilia con le vicende raccontate.

## Edizioni
- Nanni Balestrini, I furiosi, prefazione di Alessandro Dal Lago, DeriveApprodi, 2004, ISBN 88-88738-22-3.